# Tāybād (kommunhuvudort i Iran)
Tāybād (persiska: تايباد, Ţayyebāt, Tāyebāt, Taīabad) är en kommunhuvudort i Iran.   Den ligger i provinsen Khorasan, i den östra delen av landet, 900 km öster om huvudstaden Teheran. Tāybād ligger 811 meter över havet och antalet invånare är 37 513.
Terrängen runt Tāybād är platt, och sluttar österut. Runt Tāybād är det ganska glesbefolkat, med 30 invånare per kvadratkilometer. Tāybād är det största samhället i trakten. Omgivningarna runt Tāybād är i huvudsak ett öppet busklandskap.